# Gran Premio del Belgio 2005
Il Gran Premio del Belgio 2005 è stata la sedicesima prova della stagione 2005 del campionato mondiale di Formula 1. Svoltosi l'11 settembre 2005 sul circuito di Spa-Francorchamps, è stato vinto da Kimi Räikkönen su McLaren-Mercedes, che ha preceduto Fernando Alonso su Renault e Jenson Button su BAR-Honda. Sono inoltre giunti a punti Mark Webber, Rubens Barrichello, Jacques Villeneuve, Ralf Schumacher e Tiago Monteiro.

## Vigilia
Per questo Gran Premio Antônio Pizzonia viene confermato alla Williams al posto di Nick Heidfeld. Nelle prove libere del venerdì, oltre ai piloti titolari, partecipano alle prime due sessioni anche Alexander Wurz con la McLaren, Vitantonio Liuzzi con la Red Bull, Ricardo Zonta con la Toyota, Nicolas Kiesa con la Jordan ed Enrico Toccacelo con la Minardi.

## Prove

### Risultati
Nella prima sessione del venerdì si è avuta questa situazione:
| Pos | Nº | Pilota               | Costruttore      | Tempo    | Gap    |
| --- | -- | -------------------- | ---------------- | -------- | ------ |
| 1   | 9  | Kimi Räikkönen       | McLaren-Mercedes | 1:48.206 |        |
| 2   | 35 | Alexander Wurz       | McLaren-Mercedes | 1:48.216 | +0.010 |
| 3   | 6  | Giancarlo Fisichella | Renault          | 1:48.619 | +0.413 |

Nella seconda sessione del venerdì nessun pilota ha fatto registrare tempi validi a causa delle avverse condizioni meteo; gli unici piloti a scendere in pista nel corso della sessione sono stati Vitantonio Liuzzi, Robert Doornbos e Fernando Alonso.
Nella prima sessione del sabato si è avuta questa situazione:
| Pos | Nº | Pilota               | Costruttore      | Tempo    | Gap    |
| --- | -- | -------------------- | ---------------- | -------- | ------ |
| 1   | 9  | Kimi Räikkönen       | McLaren-Mercedes | 1:48.125 |        |
| 2   | 10 | Juan Pablo Montoya   | McLaren-Mercedes | 1:48.516 | +0.391 |
| 3   | 6  | Giancarlo Fisichella | Renault          | 1:48.883 | +0.758 |

Nella seconda sessione del sabato si è avuta questa situazione:
| Pos | Nº | Pilota          | Costruttore      | Tempo    | Gap    |
| --- | -- | --------------- | ---------------- | -------- | ------ |
| 1   | 5  | Fernando Alonso | Renault          | 1:46.307 |        |
| 2   | 9  | Kimi Räikkönen  | McLaren-Mercedes | 1:46.641 | +0.334 |
| 3   | 16 | Jarno Trulli    | Toyota           | 1:46.681 | +0.374 |

## Qualifiche

### Risultati
Nella sessione di qualifica si è avuta questa situazione:
| Pos | Nº | Pilota               | Costruttore      | Tempo    | Distacco | Griglia |
| --- | -- | -------------------- | ---------------- | -------- | -------- | ------- |
| 1   | 10 | Juan Pablo Montoya   | McLaren-Mercedes | 1:46.391 | —        | 1       |
| 2   | 9  | Kimi Räikkönen       | McLaren-Mercedes | 1:46.440 | +0.049   | 2       |
| 3   | 6  | Giancarlo Fisichella | Renault          | 1:46.497 | +0.106   | 13      |
| 4   | 16 | Jarno Trulli         | Toyota           | 1:46.596 | +0.205   | 3       |
| 5   | 5  | Fernando Alonso      | Renault          | 1:46.760 | +0.369   | 4       |
| 6   | 17 | Ralf Schumacher      | Toyota           | 1:47.401 | +1.010   | 5       |
| 7   | 1  | Michael Schumacher   | Ferrari          | 1:47.476 | +1.085   | 6       |
| 8   | 12 | Felipe Massa         | Sauber-Petronas  | 1:47.867 | +1.476   | 7       |
| 9   | 3  | Jenson Button        | BAR-Honda        | 1:47.978 | +1.587   | 8       |
| 10  | 7  | Mark Webber          | Williams-BMW     | 1:48.071 | +1.680   | 9       |
| 11  | 4  | Takuma Satō          | BAR-Honda        | 1:48.353 | +1.962   | 10      |
| 12  | 14 | David Coulthard      | RBR-Cosworth     | 1:48.508 | +2.117   | 11      |
| 13  | 2  | Rubens Barrichello   | Ferrari          | 1:48.550 | +2.159   | 12      |
| 14  | 11 | Jacques Villeneuve   | Sauber-Petronas  | 1:48.889 | +2.498   | 14      |
| 15  | 8  | Antônio Pizzonia     | Williams-BMW     | 1:48.898 | +2.507   | 15      |
| 16  | 15 | Christian Klien      | RBR-Cosworth     | 1:48.994 | +2.603   | 16      |
| 17  | 20 | Robert Doornbos      | Minardi-Cosworth | 1:49.779 | +3.388   | 17      |
| 18  | 21 | Christijan Albers    | Minardi-Cosworth | 1:49.842 | +3.451   | 18      |
| 19  | 18 | Tiago Monteiro       | Jordan-Toyota    | 1:51.498 | +5.107   | 19      |
| 20  | 19 | Narain Karthikeyan   | Jordan-Toyota    | 1:51.675 | +5.284   | 20      |

## Gara

### Resoconto
E’ settembre avanzato, la pista è bagnata e la temperatura è di soli 18 gradi ma ha smesso di piovere. Tutti con gomme da bagnato e Montoya mantiene la testa al via, davanti a Raikkonen, Trulli, Alonso e Michael Schumacher. I due della McLaren sembrano poter allungare indisturbati, con l’ottimo Trulli che non si fa staccare troppo, lasciando Alonso e Schumacher a vedersela tra loro. Nel corso dell’undicesimo giro, Fisichella mentre era ottavo, commette un errore ad Eau Rouge Radillon, sbattendo violentemente contro le barriere e provocando l'ingresso della Safety Car. Tutti i primi vanno ai box per rifornire, alcuni, tra cui Schumacher e Sato, giocano anche l’azzardo delle gomme da asciutto, che è appunto tale, ed un giro dopo devono ripetere l’operazione inversa.
Alla ripartenza, un paio di giri dopo, Montoya precede Villeneuve, che non ha rifornito, Ralf Schumacher, che l’ha fatto prima della Safety Car, Raikkonen ed Alonso. Il canadese arriva lungo alla Source, perdendo subito un paio di posizioni ma resistendo allo spagnolo, che pare intenzionato a non prender alcun rischio. Nello stesso punto, Sato tampona Michael Schumacher provocando l’immediato ritiro di entrambi. La fuga di Montoya dura poco, perché uno scatenato Ralf Schumacher, inizia a spingere forte e si riporta a contatto mentre Raikkonen segue staccato di 7”. Al ventesimo giro Villeneuve sosta senza cambiare le gomme e scivola indietro. Al ventiquattresimo, il tedesco della Toyota, sempre in scia  a Montoya, prova il colpo, rientra e monta gomme da asciutto ma un giro dopo deve tornare sui suoi passi e la sua generosa corsa di testa finisce qui. Massa, ottimo quarto, compie la stessa operazione cinque giri più tardi con analoghi esiti, a testimonianza di come la pista si stia asciugando molto lentamente.
In testa, la battaglia tra i due della McLaren si ravviva intorno al trentesimo giro. Raikkonen si riporta sotto a Montoya e, quando il colombiano rifornisce al giro 33, ottiene la tornata più veloce per ritrovarsi comodamente in testa, subito dopo la sua sosta. La doppietta sembra cosa fatta, non fosse che, a tre giri dal termine, il doppiato Pizzonia, colpisce Montoya alla esse di Fagnes, provocandone il ritiro. Raikkonen vince per la sesta volta in stagione davanti ad Alonso che chiude secondo una gara in cui ha pensato solo a stare lontano dai guai e Button terzo davanti a Webber e Barrichello, che nel finale hanno montato gomme da asciutto senza ricavarne benefici apprezzabili.

### Risultati
I risultati del gran premio sono i seguenti:
| Pos | Nº | Pilota               | Costruttore      | Gomme | Giri | Tempo/Ritiro                | Griglia | Punti |
| --- | -- | -------------------- | ---------------- | ----- | ---- | --------------------------- | ------- | ----- |
| 1   | 9  | Kimi Räikkönen       | McLaren-Mercedes | M     | 44   | 1:30:01.295                 | 2       | 10    |
| 2   | 5  | Fernando Alonso      | Renault          | M     | 44   | +28.394                     | 4       | 8     |
| 3   | 3  | Jenson Button        | BAR-Honda        | M     | 44   | +32.077                     | 8       | 6     |
| 4   | 7  | Mark Webber          | Williams-BMW     | M     | 44   | +1:09.167                   | 9       | 5     |
| 5   | 2  | Rubens Barrichello   | Ferrari          | B     | 44   | +1:18.136                   | 12      | 4     |
| 6   | 11 | Jacques Villeneuve   | Sauber-Petronas  | M     | 44   | +1:27.435                   | 14      | 3     |
| 7   | 17 | Ralf Schumacher      | Toyota           | M     | 44   | +1:27.574                   | 5       | 2     |
| 8   | 18 | Tiago Monteiro       | Jordan-Toyota    | B     | 43   | +1 giro                     | 19      | 1     |
| 9   | 15 | Christian Klien      | RBR-Cosworth     | M     | 43   | +1 giro                     | 16      |       |
| 10  | 12 | Felipe Massa         | Sauber-Petronas  | M     | 43   | +1 giro                     | 7       |       |
| 11  | 19 | Narain Karthikeyan   | Jordan-Toyota    | B     | 43   | +1 giro                     | 20      |       |
| 12  | 21 | Christijan Albers    | Minardi-Cosworth | B     | 42   | +2 giri                     | 18      |       |
| 13  | 20 | Robert Doornbos      | Minardi-Cosworth | B     | 41   | +3 giri                     | 17      |       |
| 14  | 10 | Juan Pablo Montoya   | McLaren-Mercedes | M     | 40   | Collisione con A.Pizzonia   | 1       |       |
| 15  | 8  | Antônio Pizzonia     | Williams-BMW     | M     | 39   | Collisione con J.P. Montoya | 15      |       |
| Rit | 16 | Jarno Trulli         | Toyota           | M     | 34   | Incidente                   | 3       |       |
| Rit | 14 | David Coulthard      | RBR-Cosworth     | M     | 18   | Motore                      | 11      |       |
| Rit | 1  | Michael Schumacher   | Ferrari          | B     | 13   | Collisione con T.Sato       | 6       |       |
| Rit | 4  | Takuma Satō          | BAR-Honda        | M     | 13   | Collisione con M.Schumacher | 10      |       |
| Rit | 6  | Giancarlo Fisichella | Renault          | M     | 10   | Incidente                   | 13      |       |

## Curiosità
- 13ª ed ultima pole position per Juan Pablo Montoya
- Ultimo arrivo a punti per la Jordan prima della trasformazione in Midland.
- Primo giro veloce per la Toyota

## Classifiche Mondiali

### Piloti
| Pos | Pilota               | Punti |
| --- | -------------------- | ----- |
| 1   | Fernando Alonso      | 111   |
| 2   | Kimi Räikkönen       | 86    |
| 3   | Michael Schumacher   | 55    |
| 4   | Juan Pablo Montoya   | 50    |
| 5   | Jarno Trulli         | 43    |
| 6   | Giancarlo Fisichella | 41    |
| 7   | Ralf Schumacher      | 37    |
| 8   | Rubens Barrichello   | 35    |
| 9   | Jenson Button        | 30    |
| 10  | Mark Webber          | 29    |
| 11  | Nick Heidfeld        | 28    |
| 12  | David Coulthard      | 21    |
| 13  | Jacques Villeneuve   | 9     |
| 14  | Felipe Massa         | 8     |
| 15  | Tiago Monteiro       | 7     |
| 16  | Alexander Wurz       | 6     |
| 17  | Narain Karthikeyan   | 5     |
| 18  | Christian Klien      | 5     |
| 19  | Christijan Albers    | 4     |
| 20  | Pedro de la Rosa     | 4     |
| 21  | Patrick Friesacher   | 3     |
| 22  | Antônio Pizzonia     | 2     |
| 23  | Takuma Satō          | 1     |
| 24  | Vitantonio Liuzzi    | 1     |

### Costruttori
| Pos | Team             | Punti |
| --- | ---------------- | ----- |
| 1   | Renault          | 152   |
| 2   | McLaren-Mercedes | 146   |
| 3   | Ferrari          | 90    |
| 4   | Toyota           | 80    |
| 5   | Williams-BMW     | 59    |
| 6   | BAR-Honda        | 31    |
| 7   | RBR-Cosworth     | 27    |
| 8   | Sauber-Petronas  | 17    |
| 9   | Jordan-Toyota    | 12    |
| 10  | Minardi-Cosworth | 7     |